# Sielsowiet Wojska
Sielsowiet Wojska (s. wojski, biał. Войскі сельсавет, ros. Войский сельсовет) – sielsowiet na Białorusi, w obwodzie brzeskim, w północno-zachodniej części rejonu kamienieckiego. 

## Położenie
Siedzibą sielsowietu jest Wojska. Jednostka podziału administracyjnego sąsiaduje na północy z sielsowietami
Wierzchowice i Dmitrowicze, na wschodzie z Kamieńcem, na południu z sielsowietami Ratajczyce i Widomla, a na zachodzie z sielsowietem Bieławieżski. 
Przez terytorium sielsowietu przepływają dopływy rzeki Leśnej: Krywula, Plesa i Taczyja. Tędy też przebiega droga republikańska R102: Wysokie – Kobryń.

## Skład
Sielsowiet Wojska obejmuje 21 miejscowości:
| Polska nazwa miejscowości | Nazwa białoruska              | Nazwa rosyjska               | Typ jednostki osadniczej |
| ------------------------- | ----------------------------- | ---------------------------- | ------------------------ |
| Babicze                   | Бабічы (Babiczy)              | Бабичи (Babiczi)             | wieś                     |
| Bogacze                   | Багачы (Bahaczy)              | Богачи (Bogaczi)             | wieś                     |
| Buczemla-Suchowola I      | Бучамля 1 (Buczamla 1)        | Бучемль 1 (Buczeml 1)        | wieś                     |
| Buczemla-Suchowola II     | Бучамля 2 (Buczamla 2)        | Бучемль 2 (Buczeml 2)        | wieś                     |
| Buczemla Rządowa          | Бучамля 3 (Buczamla 3)        | Бучемль 3 (Buczeml 3)        | wieś                     |
| Góry                      | Горы (Hory)                   | Горы (Gory)                  | wieś                     |
| Lipna                     | Ліпна (Lipna)                 | Липно (Lipno)                | wieś                     |
| Lisowczyce                | Лісоўчыцы (Lisouczycy)        | Лисовчицы (Lisowczycy)       | wieś                     |
| Łuskały                   | Лускалы                       | Лускалы                      | wieś                     |
| Mikołajewo                | Мікалаева (Mikałajewa)        | Николаево (Nikołajewo)       | wieś                     |
| Palinówka                 | Палінаўка (Palinauka)         | Полиновка (Palinowka)        | wieś                     |
| Perkowicze                | Перкавічы (Perkawiczy)        | Перковичи (Perkowiczi)       | wieś                     |
| Robianka                  | Робенка (Robienka)            | Робенка                      | wieś                     |
| Sielachowicze             | Селяховічы (Sielachowiczy)    | Селяховичи (Sielachowiczi)   | wieś                     |
| Siółki                    | Сюлкі (Siułki)                | Сюлки                        | wieś                     |
| Świszczewo                | Свішчова (Swiszczowa)         | Свищево (Swiszczewo)         | wieś                     |
| Wojska                    | Войская (Wojskaja)            | Войская                      | agromiasteczko           |
| Zadworzany                | Задвараны (Zadwarany)         | Задворяны(Zadworiany)        | wieś                     |
| Zawadkowicze              | Завадзькавічы (Zawadźkawiczy) | Завадьковичи (Zawad´kowiczi) | wieś                     |
| Zieńki                    | Зянькі (Ziańki)               | Зеньки (Zieńki)              | wieś                     |
| Żylicze                   | Жылічы (Żyliczy)              | Жиличи (Żyliczi)             | wieś                     |

## Historia
W czasach zaborów istniała gmina (wołost) Wojska w powiecie (ujeździe) brzeskim guberni grodzieńskiej obejmująca 35 miejscowości. 
W okresie międzywojennym miejscowości sielsowietu należały w większości do gminy Wojska, jedynie Babicze do gminy Ratajczyce, a Mikołajewo do gminy Kamieniec Litewski, wszystkie w powiecie brzeskim województwa poleskiego II Rzeczypospolitej. Po zniesieniu gminy Wojska większość miejscowości dzisiejszego sielsowietu włączono do gminy Ratajczyce, z wyjątkiem Bogacz i Robianki włączonych do gminy Dmitrowicze. 
Sielsowiet Wojska utworzono 12 października 1940 r. po zajęciu tych terenów przez ZSRR. 16 lipca 1954 r. został zniesiony, a następnie przywrócony 14 kwietnia 1964 r. Do 16 września 2008 w skład sielsowietu wchodziły także 3 inne miejscowości włączone do sielsowietów Bieławieżski (Koszczeniki) i Ratajczyce (Szostakowo, Zarzeczany – dawniej Cerkiewniki).